# Perissomastix marcescens
Perissomastix marcescens är en fjärilsart som beskrevs av Edward Meyrick 1908. Perissomastix marcescens ingår i släktet Perissomastix och familjen äkta malar.
Artens utbredningsområde är Kenya. Inga underarter finns listade i Catalogue of Life.